# مارتینشبرگ
مارتینشبرگ (به آلمانی: Martinsberg) یک منطقهٔ مسکونی در اتریش است که در ناحیه تسوتل واقع شده‌است. مارتینشبرگ ۳۳٫۷۵ کیلومتر مربع مساحت دارد ۸۲۵ متر بالاتر از سطح دریا واقع شده‌است.